# Liste der denkmalgeschützten Objekte in Matrei am Brenner-Matrei
Die Liste der denkmalgeschützten Objekte in Matrei am Brenner enthält die 9 denkmalgeschützten, unbeweglichen Objekte der Katastralgemeinde Matrei am Brenner in der Gemeinde Matrei am Brenner.

## Denkmäler
| Foto |                 | Denkmal                                                                                 | Standort                                                      | Beschreibung | Metadaten |
| ---- | --------------- | --------------------------------------------------------------------------------------- | ------------------------------------------------------------- | --- | --- |
| ja   | Datei hochladen | Gasthof Lamm HERIS-ID: 62861 Objekt-ID: 75449 TKK: 46241                                | Matrei am Brenner 36 Standort KG: Matrei am Brenner           | Der stattliche, zweigeschoßige Gasthof mit asymmetrischem Mittelflurgrundriss und flachem Pfettenstuhldach stammt im Kern aus dem 15. Jahrhundert. Er wurde im 16. Jahrhundert erweitert und um 1878 und in der zweiten Hälfte des 20. Jahrhunderts ausgebaut. Die Giebelfassade zur Straße ist frühhistoristisch gestaltet und weist ein klassizistisches Wirtshausschild aus dem 19. Jahrhundert auf. An den Gasthausteil schließt sich rückwärtig eine dreiachsige, in Ständerbau verschalte Tenne mit Tennentor und Rampe an. Im Inneren befinden sich ein gotischer Keller mit originaler Holzbalkendecke und überwölbtem Tunnelgang zum Rollen der Weinfässer, eine kreuzgewölbte Halle mit Mittelsäule aus dem zweiten Drittel des 16. Jahrhunderts und ein kreuzgewölbter Obergeschoßflur. | BDA-Hist.: Q38101373 Status: Bescheid Stand der BDA-Liste: 2025-06-30 Name: Gasthof Lamm GstNr.: 45 Gasthof Lamm (Matrei am Brenner)                                        |
| ja   | Datei hochladen | Nepomukbrunnen HERIS-ID: 106671 Objekt-ID: 123868 TKK: 46242                            | bei Matrei am Brenner 36 Standort KG: Matrei am Brenner       | Der Brunnen neben dem Gasthof Lamm wurde um 1750 errichtet. Er besteht aus einem steinernen Brunnentrog, einer um 1970 erneuerten gemauerten Brunnensäule, einem Wasserspeier in Form eines Fischkopfes und einer Schnitzfigur des hl. Johannes Nepomuk. | BDA-Hist.: Q37808332 Status: Bescheid Stand der BDA-Liste: 2025-06-30 Name: Nepomukbrunnen GstNr.: 45 Nepomukbrunnen (Matrei am Brenner)                                    |
| ja   | Datei hochladen | Kath. Filialkirche, Spitalskirche Hl. Geist HERIS-ID: 55700 Objekt-ID: 64488 TKK: 19449 | bei Matrei am Brenner 45 Standort KG: Matrei am Brenner       | Die Spitalkirche am südlichen Ortsausgang wurde im 16. Jahrhundert erstmals urkundlich erwähnt. Der heutige Bau wurde 1644–1646 nach Plänen von Paul Jenewein im frühbarocken Stil über kreuzförmigem Grundriss mit dreiseitigem Chor errichtet. Nach einem Brand wurde 1762 der Turm erhöht. An der Westfassade befindet sich ein spitzbogiges, doppelt gekehltes und gemeißeltes Portal mit einer neuromanischen Holztür. Der schlichte Innenraum ist im Langhaus und den Kreuzarmen mit einem Tonnengewölbe, im Emporenjoch mit einem Sternrippengewölbe versehen. Die Fresken an der Emporenbrüstung, am Vierungs- und Chorgewölbe wurden um 1950 von Helmut Rehm und Ernst Degn geschaffen.                                                                                                   | BDA-Hist.: Q38067320 Status: § 2a Stand der BDA-Liste: 2025-06-30 Name: Kath. Filialkirche, Spitalskirche Hl. Geist GstNr.: .49 Spitalskirche Hl. Geist (Matrei am Brenner) |
| ja   | Datei hochladen | Wohnhaus, ehem. Frühmesserhaus HERIS-ID: 39947 Objekt-ID: 39799 TKK: 46245              | Matrei am Brenner 51 Standort KG: Matrei am Brenner           | Das ehemalige Mesnerhaus stammt im Kern aus dem 16. Jahrhundert, das heutige äußere Erscheinungsbild erhielt es im 18. Jahrhundert. Die Fassade ist regelmäßig gegliedert und weist ein Korbbogenportal aus Nagelfluh mit Kämpferkapitellen und flachem Keilstein und eine barocke Holztür mit aufgedoppeltem Rautenmuster auf. Im Inneren finden sich ein tonnengewölbter Flur im Erdgeschoß und ein breiter Flur mit einfacher Stuckdecke im Obergeschoß. | BDA-Hist.: Q37991650 Status: Bescheid Stand der BDA-Liste: 2025-06-30 Name: Wohnhaus, ehem. Frühmesserhaus GstNr.: 109/1                                                    |
| ja   | Datei hochladen | Gemeindeamt HERIS-ID: 55699 Objekt-ID: 64487 TKK: 46249                                 | Matrei am Brenner 59 Standort KG: Matrei am Brenner           | Das mächtige dreigeschoßige Gebäude mit einem gemauerten Turm hat einen spätgotischen Kern aus dem 15. Jahrhundert und erhielt im 19. Jahrhundert das heutige Erscheinungsbild mit einem markanten Zinnengiebel. Die Fassade ist mit Sgraffiti der vier Stände von 1949 gestaltet. Der polygonale Eckerker weist in den oberen Parapetfeldern Mosaike auf, die Maria mit Kind, den hl. Josef, das Tiroler und das Gemeindewappen zeigen. | BDA-Hist.: Q38067308 Status: § 2a Stand der BDA-Liste: 2025-06-30 Name: Gemeindeamt GstNr.: 98 Gemeindeamt (Matrei am Brenner)                                              |
| ja   | Datei hochladen | Gasthof Uhr HERIS-ID: 39948 Objekt-ID: 39800 TKK: 46248                                 | Matrei am Brenner 60 Standort KG: Matrei am Brenner           | Das Gebäude wurde im 15. Jahrhundert von den Heyrling, einem Matreier Adelsgeschlecht, errichtet. Es diente ursprünglich als „Ballenhaus“, in dem Handelsware feilgeboten wurde, im 16. und 17. Jahrhundert als Rathaus. Das freistehende zweigeschoßige Gebäude mit Walmdach weist an der Fassade zur Straße eine laubenähnliche Vorhalle, einen Mittelrisalit und einen Erdgeschoßerker auf. Im Inneren befindet sich eine Flurhalle mit einem reich genetzten Gratgewölbe auf zwei Rundpfeilern, eine gotische Gewölbehalle und ein monumentales Treppenhaus mit Freitreppen, Galerien und gotischen Wappendarstellungen von 1471. | BDA-Hist.: Q15992023 Status: Bescheid Stand der BDA-Liste: 2025-06-30 Name: Gasthof Uhr GstNr.: 97 Gasthof zur Uhr (Matrei am Brenner)                                      |
| ja   | Datei hochladen | Florianbrunnen HERIS-ID: 95182 Objekt-ID: 110464 TKK: 46253                             | bei Matrei am Brenner 66 Standort KG: Matrei am Brenner       | Der um 1975 errichteten Natursteinbrunnen in eine Nische an der straßenseitigen Hausecke hat als Brunnenfigur eine Barockstatue des hl. Florian aus der ersten Hälfte des 18. Jahrhunderts. | BDA-Hist.: Q37765789 Status: § 2a Stand der BDA-Liste: 2025-06-30 Name: Florianbrunnen GstNr.: 192/1                                                                        |
| ja   | Datei hochladen | Kriegerdenkmal HERIS-ID: 95168 Objekt-ID: 110448 TKK: 46232                             | gegenüber Matrei am Brenner 75 Standort KG: Matrei am Brenner | Die barocke Kapelle an der Auffahrt nach Maria Waldrast stammt aus dem 18. Jahrhundert und dient heute als Kriegerdenkmal für die Gefallenen der beiden Weltkriege. Der Zentralbau über quadratischem Grundriss mit Pyramidendach und Kranzgesims weist an der Eingangsfassade ein korbbogig geschlossenes Portal mit Holztür aus dem 19. Jahrhundert auf. Im stark erneuerten Innenraum finden sich Reste der barocken Stuckausstattung. | BDA-Hist.: Q37765758 Status: § 2a Stand der BDA-Liste: 2025-06-30 Name: Kriegerdenkmal GstNr.: .5                                                                           |
| ja   | Datei hochladen | Aufnahmsgebäude HERIS-ID: 98817 Objekt-ID: 114801 TKK: 46258seit 2013                   | Matrei am Brenner 81 Standort KG: Matrei am Brenner           | Das Aufnahmsgebäude an der Brennerbahn wurde um 1920 nach dem Entwurf von Wilhelm von Flattich errichtet. Der zweigeschoßige Mauerbau mit regelmäßiger Achsengliederung wird durch ein Satteldach abgeschlossen. Die steinsichtige Fassade ist durch einen Mittelrisalit an der Westfassade, Eckquaderungen und Fensterfaschen mit Fensterbekrönungen gegliedert. An der Südseite befindet sich ein eingeschoßiger Zubau mit Satteldach, durch den der Zugang zu den Bahnsteigen erfolgt. | BDA-Hist.: Q109796236 Status: Bescheid Stand der BDA-Liste: 2025-06-30 Name: Aufnahmsgebäude GstNr.: 130/1 Aufnahmsgebäude Bahnhof Matrei am Brenner                        |